# Carum pachypodium
Carum pachypodium là một loài thực vật có hoa trong họ Hoa tán. Loài này được Candargy mô tả khoa học đầu tiên năm 1897.